# Cantone di Lons-le-Saunier-Sud
Il Cantone di Lons-le-Saunier-Sud era una divisione amministrativa dell'arrondissement di Lons-le-Saunier.
A seguito della riforma approvata con decreto del 17 febbraio 2014, che ha avuto attuazione dopo le elezioni dipartimentali del 2015, è stato soppresso.

## Composizione
Comprendeva parte della città di Lons-le-Saunier e i comuni di:
- Bornay
- Chilly-le-Vignoble
- Courbouzon
- Frébuans
- Geruge
- Gevingey
- Macornay
- Messia-sur-Sorne
- Moiron
- Trenal
- Vernantois